# 阿兰·霍灵赫斯特

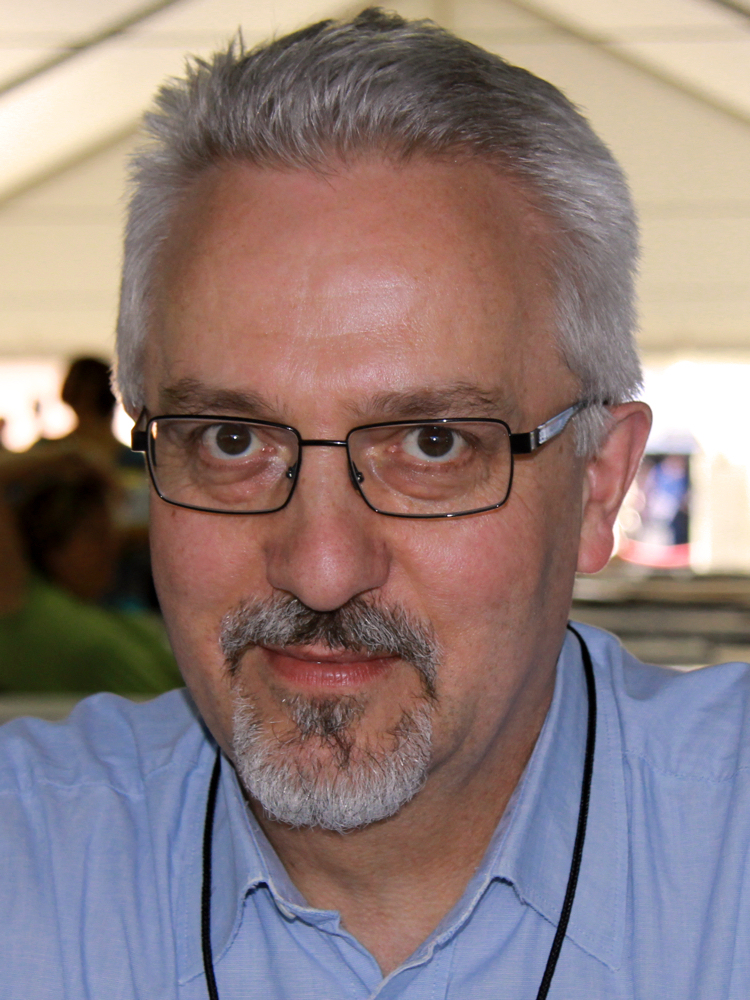
阿兰·霍灵赫斯特

阿兰·詹姆斯·霍灵赫斯特爵士（英語：Sir Alan James Hollinghurst，1954年5月26日—），英国小说家，曾於2004年憑《美丽线条》一書獲曼氏布克奖。

## 生平
1954年5月26日在英國格洛斯特郡斯特劳德（Stroud）出生，是银行经理James Kenneth及Lilian的独子。霍灵赫斯特中學在位於多塞特郡的坎福德學校（Canford School）就讀，大學在牛津大学莫德林学院就讀，主修英国文学，畢業後繼續修讀文學，於1979年獲文學碩士學位。在牛津大学期間曾与英國著名詩人安德鲁·莫申同住一屋，并比莫申早一年獲纽迪吉特奖（牛津大学设立的诗歌奖）。

### 事業
1970年代末至1980年代初，霍灵赫斯特在不同的學院中擔任講師，先是他的母校牛津大学的莫德林学院、薩默維爾學院及基督聖體學院，1981年更到了伦敦大学学院。1982年轉行加入《泰晤士報文學增刊》（The Times Literary Supplement），1989年起擔任副編一職，1995年離職專注寫作。
霍灵赫斯特第一本小说是1988年的《游泳池图书馆》，然後寫了另外兩本小說，於2004年憑《美丽线条》獲曼氏布克奖，而英国广播公司更將此小說改編為同名電視短劇，劇本由曾獲奧斯卡金像獎的著名剧作家安德魯·戴費斯執筆，并于2006年5月17日开始在BBC二台上播出。

### 私人生活
霍灵赫斯特是已出櫃的同性恋者，幾本小說亦以英國同志的生活為題材。

## 著作

### 诗歌
- 《伊舍伍德在圣塔·莫尼卡》（Isherwood is at Santa Monica）, （西卡莫单面纸22号：收录两首诗，手工印刷在一张对折的纸上），牛津：西卡莫出版社，1975年
- 《与男孩们的私语》（Confidential Chats with Boys）, 牛津：西卡莫出版社 1982年

### 小说
- 《游泳池图书馆》（The Swimming Pool Library）, 1988年
- 《可折叠的星星》（The Folding Star）, 1994年
- 《符咒》（The Spell）, 1998年
- 《美丽线条》（The Line of Beauty）, 2004年
- 《陌生人的孩子》（The Stranger's Child）, 2011年
- 《斯巴尔肖特情事》（The Sparsholt Affair），2017年

### 译作
- Bazajet，拉辛著，1991年
- Bérénice，拉辛著，2012年

### 作为编辑
- 《新作四篇》(New Writing 4) ，与A·S·拜厄特合著, 1995年
- 《三部小说》（Three Novels），罗纳德·菲尔班克著（Ronald Firbank）, 2000年
- 《阿兰·霍灵赫斯特精选A·E·豪斯曼之诗作》(A. E. Housman: poems selected by Alan Hollinghurst), 2001年